# Santa Caterina de Vinyols i els Arcs
Santa Caterina és l'església parroquial de Vinyols (el Baix Camp) protegida com a bé cultural d'interès local.

## Arquitectura
L'església actual, construïda sobre una altra preexistent, té planta de creu amb l'eix principal E-O de 29,60 metres, i eix d'orientació N-S de 26,30 metres. Presenta tres espaioses naus. El creuer no sobresurt, i és coronat per una cúpula de mitja esfera que descansa sobre quatre petxines. Les naus principals són cobertes amb voltes de canó amb llunetes i amb aresta a les laterals. Totes elles són formades per arcs de mig punt. La façana té una alçada de 15,40 metres per una amplària de 19,70 metres. La portalada, amb dues columnes a cada costat i decoració de rocalla, té una gran fornícula centrada. El campanar té una alçària de 36 metres i està format per 3 prismes. Campanar d'espadanya sobre la façana.

## Història
L'any 1245 l'arquebisbe concedí permís als habitants de Vinyols per a bastir llur pròpia església, dedicada a Santa Caterina d'Alexandria. L'edifici actual fou bastit entre els anys 1770-78, coincidint en estil i estructura amb altres temples de la contrada, dins de l'època d'expansió econòmica del segle xviii. En 1982 es va inaugurar el nou presbiteri, amb arranjament de l'altar major.